# Roger Varin
Pour les articles homonymes, voir Varin.
Roger Varin, né le 23 décembre 1917 à Grand-Mère, au Québec et décédé le 23 avril 2007 à Montréal, est un homme de théâtre et un animateur culturel québécois,.

## Parcours
« Presque par choix, Roger Varin (1917-2007), homme de théâtre, animateur culturel passionné, cofondateur des Compagnons de Saint-Laurent, pionnier de Radio-Canada, reste un illustre inconnu. ».
Il n’en demeure pas moins que Roger Varin, « Homme aux multiples projets et aux nombreuses activités réalisés des années 1930 au début des années 1960 », est étroitement associé au développement de grandes institutions culturelles au Québec, particulièrement dans le domaine de l’art dramatique, de l’édition, du journalisme et de l’animation des loisirs.

### Compagnons de Saint-Laurent
Cofondateur des Compagnons de Saint-Laurent (avec le père Émile Legault, c.s.c.) en 1937, il étudie l’art dramatique avec Henri Ghéon, lors de la venue au Québec du dramaturge français pour la mise en scène de son adaptation de Le Mystère de la messe de Calderon de la Barca ainsi que sa pièce Le Jeu de saint Laurent du fleuve (1938) créée pour cette troupe. Roger Varin a aussi collaboré aux réalisations des Compagnons de Saint-Laurent comme comédien et assistant-metteur en scène jusqu’en 1942. Il crée et met en scène lui-même une vingtaine de spectacles en plein air (1942-1966) à l’occasion d’anniversaires de villes et d’organismes entre autres celui du cinquantenaire du Caisses Desjardins (Spectacle sous les étoiles) et du centenaire de Lévis (Cent ans de combat), en 1950, ainsi que du 10e anniversaire de la Jeunesse étudiante chrétienne (JEC) (La fierté étudiante), auquel 30,000 étudiants participent le 25 juin 1945, au Stadium de Montréal.

### Jeunesse étudiante catholique
Il s’initie à l’art dramatique pendant son cours classique au collège Bourget de Rigaud (1932-37), assumant les rôles–titres de pièces en vogue, puis assistant le père Gustave Lamarche, c.s.v., dans la mise en scène de ses jeux chorals. C’est pendant ses études qu’il commence à s’activer dans les mouvements de jeunesse notamment chez les scouts à titre d’assistant-chef de troupe et comme premier responsable national officieux de la Jeunesse étudiante catholique (1936/37). Il assume par la suite la direction du journal étudiant JEC et celles des publications de la Jeunesse ouvrière catholique et de la Jeunesse agricole catholique, tout en travaillant à l’organisation interne et externe de ces mouvements de jeunesse et en éditant diverses publications d’un genre nouveau.

### Compagnons de Saint-Thomas
Il fonde le Centre d’art dramatique destiné au théâtre chrétien pour les jeunes, dont il assume la direction (1940-43) et cofonde les Compagnons de Saint-Thomas au Séminaire de Valleyfield, et, avec Guy L'Écuyer, la Compagnie de Montréal. Dans les années 1940-50, il joue dans des films de l’Office national du film, tels que Le chef de service et Le cas Labrecque, et collabore à des documentaires sur l’Ordre du Bon-Temps et sur le 50e anniversaire des Caisses Desjardins.

### Ligue pour la défense du Canada
Roger Varin est l’instigateur, avec le syndicaliste Michel Chartrand, de la Ligue pour la défense du Canada (contre la conscription, 1942), à laquelle se joindront notamment André Laurendeau et Jean Drapeau. Il devient secrétaire général de la Société Saint-Jean-Baptiste de Montréal (1945/47) et des SSJB du Québec à l’heure où le Québec se dote d’un drapeau. À la même époque, il assume la direction et la vice-présidence de la Fédération des mouvements de jeunesse du Québec.

### Journalisme
En 1943, il établit l’œuvre de presse diocésaine Le Salaberry de Valleyfield, comprenant une imprimerie, une librairie et un hebdomadaire qu’il dirige jusqu’en 1945. Il écrit des textes ou réalise des reportages pour plusieurs périodiques tels Notre Temps, Stella Maris, Hérauts et Jeunesse canadienne dont il est membre du comité de direction (1947-50). Il réalise une trentaine de publications entre autres en tant qu’éditeur des Éditions du Cep et des Nouvelles Éditions du Cep (1939/41), et de directeur de sa collection Le Message français, diffusée au cours de la Seconde Guerre mondiale, alors qu’aucun livre ne circule entre la France et le Canada.

### Ordre de Bon Temps
Il fonde et donne son envol à l'Ordre du Bon-Temps (1946-1954) inspiré par Yolande Cloutier et Ninon Pedneault. L’originalité de vaste mouvement de loisir culturel laïque, en plein régime duplessiste, consistait en sa mixité honnie des autorités religieuses, son interdisciplinarité (littérature, mime, théâtre, chant, danse, musique, arts visuels), et son désir de démocratiser la culture et de l’actualiser. De façon quasi ininterrompue, Roger Varin en assume la présidence nationale jusqu’à la cessation des activités de cet organisme par lequel ont transité de nombreuses personnalités québécoises, et qui a suscité plusieurs autres mouvements,.
De l’Ordre de Bon Temps seront issus non seulement les Éditions de l'Hexagone — (leur première publication, Deux sangs de Gaston Miron et d’Olivier Marchand, fut lancée à la résidence de Jacqueline et Roger Varin, le 25 juillet 1953) — mais aussi plusieurs artistes et artisans de la radio et de la télévision au Québec, dont Fernand Dansereau, Pauline Julien, Félix Leclerc, Jacques Languirand, Hélène Loiselle, Gérard Pelletier, Kim Yaroshevskaya.
« L’Ordre de Bon Temps aura une profonde influence sur (Gaston) Miron et les membres fondateurs de l'Hexagone. Ce mouvement de loisir laïc regroupe la jeunesse d'après-guerre issue de milieux variés, tant ouvriers que bourgeois. Son objectif est de défendre la culture populaire contre l'hégémonie américaine en valorisant le folklore et le patrimoine canadien-français. Les jeunes y apprennent le chant, la danse, les arts plastiques et y développent leur sens de l'initiative et leur esprit communautaire. Ancien missionnaire, le père Ambroise Lafortune est l'aumônier du mouvement.
Le communicateur, auteur et acteur Jacques Languirand a dit de Roger Varin à son émission radiophonique Par 4 chemins (Radio-Canada, 26-06-2005) qu’il était « un homme très important à l’époque […] le moteur de cette entreprise-là [L’Ordre de Bon Temps] […] un homme qui était de beaucoup d’événements, d’organisations, un homme de grand abattage qui avait une imagination prodigieuse, une capacité d’organisation et d’entraînement absolument extraordinaire. Dès qu’il était quelque part, on y allait, on s’associait à ça. »

### Animation et recherche radio et télévision
Roger Varin a également œuvré dans le domaine de l’animation et de la recherche pour des émissions radiophoniques et télévisuelles principalement à Radio-Canada : Samedi-Jeunesse (clown Poum), Dans tous les cantons, Les Cailloux, etc. Avec son épouse Jacqueline Rathé, il fonde Chez Polichinelle (1951-52), école d’été multidisciplinaire pour la formation artistique des enfants.

### Mouvement coopératif
Pendant des décennies, il s’engage ensuite dans le mouvement coopératif qui lui tenait à cœur et produit notamment l'Agenda des coopérateurs (1958-90).

## Fonds d'archives
- Le Fonds Roger Varin et Jacqueline Rathé est conservé au centre d'archives de Montréal de Bibliothèque et Archives nationales du Québec[10].

- Le Fonds Ligue pour la défense du Canada. - 1939-1943 est conservé au centre d'archives de Montréal de Bibliothèque et Archives nationales du Québec[11]